# (1638) Ruanda
(1638) Ruanda és un asteroide present al cinturó d'asteroides descobert per Cyril V. Jackson des de l'observatori Union de Johannesburg, República Sudafricana, el 3 de maig de 1935.
(1638) Ruanda es va designar al principi com 1935 JF.
Més tard va ser nomenat per Ruanda, un país d'Àfrica Central.

## Característiques orbitals
Ruanda està situat a una distància mitjana de 2,748 ua del Sol, i pot allunyar-se fins a 3,27 ua i apropar-se fins a 2,226 ua. La seva excentricitat és 0,1899 i la inclinació orbital 0,2894°. Fa una òrbita completa al voltant del Sol als 1.664 dies.